# Lamnao Singto
Lamnao Singto (laotisch: ລາເນາ ສງໂຕ; * 15. April 1988 in Vientiane) ist ein ehemaliger laotischer Fußballspieler auf der Position eines Stürmers.

## Karriere

### Verein
Seine Karriere begann Singto bei der laotischen Fußballmannschaft des MCTPC (Ministry of Communication Transportation and Construction). Nachdem er bereits zuvor in der Jugendmannschaft gespielt hatte, hatte er im Alter von 15 Jahren erste Einsätze in der Seniorenmannschaft, welche in der L-League spielte. 2008 ging er nach Thailand und spielte für eine Saison beim FC Raj Pracha in der Thailand Division 2 League. In 28 Spielen erzielte er dabei 11 Tore. Nach nur einer Saison bei Raj Pracha wechselte er zur Saison 2009 zum amtierenden Meister der Thai Premier League, dem FC PEA. Mit dem Klub spielte er 2009 im AFC Cup. Der Verein schied bereits zum Abschluss der Gruppenphase aus. Doch in seinen ersten Spielen auf internationaler Vereinsebene gelangen ihm immerhin drei Tore. Anschließend spielte er zwei Jahre für MPWT (Ministry of Public Works and Transport). 2012 ging er für eine Saison zu Perak FA nach Malaysia und kehrte dann wieder zurück. Der Verein, der mittlerweile in Yotha FC umbenannt wurde, war 2013 seine letzte bekannte Station.

### Nationalmannschaft
In der laotischen A-Nationalmannschaft stand er von 2004 bis 2011 im Kader und war einer der Stars der Mannschaft. In den Jahren 2007 und 2008 nahm er mit der Mannschaft an den Endrunden zur ASEAN-Fußballmeisterschaft teil. Bereits 2004 war er davor Teil der U-17 seines Landes, welche an den U-17-Fußball-Asienmeisterschaft teilnahm. Im Dezember 2009 wurde er für die U-23-Auswahl nominiert, die an den Südostasienspielen teilnahm. Lamnao stand in allen drei Gruppenspielen in der Anfangsformation. Beim 2:0-Erfolg über Indonesien erzielte er beide Tore.

## Erfolge
- Laotischer Meister: 2003, 2004, 2011

## Erläuterungen/Einzelnachweise
1. ↑  rsssf.org: Detaillierte Saisonübersicht
2. ↑  peafc.com: Kader der Saison (Memento des Originals vom 11. Juli 2009 im Internet Archive)  Info: Der Archivlink wurde automatisch eingesetzt und noch nicht geprüft. Bitte prüfe Original- und Archivlink gemäß Anleitung und entferne dann diesen Hinweis.
3. ↑  the-afc.com: Bericht auf the-afc.com
4. ↑  affsuzukicup.com: Newsbericht über den Kader (Memento des Originals vom 16. Dezember 2008 im Internet Archive)  Info: Der Archivlink wurde automatisch eingesetzt und noch nicht geprüft. Bitte prüfe Original- und Archivlink gemäß Anleitung und entferne dann diesen Hinweis.
5. ↑  rsssf.org: Details des Turniers

| Personendaten    | Personendaten             |
| ---------------- | ------------------------- |
| NAME             | Singto, Lamnao            |
| ALTERNATIVNAMEN  | ລາເນາ ສງໂຕ                |
| KURZBESCHREIBUNG | laotischer Fußballspieler |
| GEBURTSDATUM     | 15. April 1988            |
| GEBURTSORT       | Vientiane, Laos           |